# Hurlstone (Lochstein)
Der Hurlstone ist einer der wenigen Lochsteine (englisch Holed stones) in der Republik Irland. Er steht im  County Louth nahe der Ortschaft Ardee. Das Loch in der 25 cm dicken Platte hat 20 cm Durchmesser und war im Altertum bedeutungsvoll, da es für das Abnehmen von Schwüren benutzt wurde. Unter den Monumenten Irlands sind Lochsteine sehr selten und bleiben auf den Nordteil der Insel beschränkt. Ein zweiter Stein dieser Art steht in Doagh im County Antrim in Nordirland.